# ゆるめいつ
『ゆるめいつ』は、saxyunによる4コマ漫画作品。『月刊まんがくらぶ』2005年6月号にゲストとして読みきりを掲載した後、同年12月号から2020年3月号まで連載された。
『まんがくらぶ』2009年2月号でOVA化が発表された。『まんがライフセレクション』2009年5月号で特集され、付録として先行DVDが付いた。
2011年11月にテレビアニメ化が発表され、2012年4月より、サンテレビ、tvkほかにて放送された。

## あらすじ
田舎を出て夢を探すため東京の予備校に行こうと上京してきた浪人生・相田ゆるめが住むこととなった東京の外れにあるアパート・メゾン・ド・ウィッシュは、メゾンとは名ばかりのオンボロアパートだった。メゾン・ド・ウィッシュの住人は皆予備校生。しかも大学入学者はゼロ。そんなゆるめとアパートの住人たちが日々予備校にもてんで行かずに面白おかしく、ゆる〜く過ごす毎日を描く。

## 登場人物
サエの妹を除く4人の共通設定として、メゾン・ド・ウィッシュ住人であること、予備校生であること、酒飲みであること、ややダメ人間であることが挙げられる。
声の項は、アニメ版の声優（特記がない限りOVA・テレビアニメとも共通）。
相田ゆるめ
声 - 桃井はるこ
本作の主人公。201号室の住人。18歳。髪は茶色で頭頂部にアホ毛がある。
夢を探すために東京の大学に行こうと田舎から上京。東京の生活に慣れるようにと、予備校も東京にした。実家は凄まじい田舎。やや自制心に欠け、新生活を始めてからは生活の質がどんどん落ちている。
川野サエ
声 - 桑谷夏子
202号室の住人。黒色のロングヘアで眼鏡を掛けている。性格は男前で、長身かつやや巨乳。
部屋が段ボールで溢れ返っているため、“倉庫番”の異名を持っている。しっかり者の妹がおり、彼女には頭が上がらない。モザイクが掛かるような学生時代を送っていたようだが、本人の感覚では普通の生活だったらしい。住人の中でも生活料金の滞納が特に目立ち、料金の徴収と区別するため、住人専用の呼び出し合図を定めている。実家は厳しい家庭らしく、両親との接触は極力避けている。
田中くみ
声 - 松来未祐
102号室の住人。おっとりした性格。髪は金色の三つ編みで1本に纏めて後ろに下げている。
奇妙な行動や意味深な発言が非常に多く、何かと話をおかしな方向に持っていく。住人の中では学力が高いらしく、自身が取り組んでいる家庭教師のバイトでは教え子に100点を連発させている。ただし妥協は許さず、更なる高得点を目指していくらしい。
松吉
声 - 日野聡
101号室の住人で、登場人物中唯一の男性。読みは「まつきち」。腹が出ている。
赤子の時点で自身の特徴である顎鬚と丸眼鏡が揃っており、小学生以降は人相が一切変化していない。小学時代のあだ名は「社長」。幼少期から友達がおらず、いい思い出がない。ほかの住人からも忘れられることもしばしば。誤認逮捕されたことがある。
サエの妹
声 - 竹達彩奈
小学生。容姿は黒色のツインテールでツリ目。姉とは対照的にしっかりした性格で、メゾン・ド・ウィッシュに来てからは荒廃したサエの部屋を整理するために長期滞在している。表向きはしっかり者だが、影では子供らしい一面も見せる。雷が嫌い。母のことを「あの女」、父のことを「お父さま」と呼ぶ。
大家
声 - 宮崎まゆ
腰の曲がったメゾン・ド・ウィッシュの管理人。
ゆるめの母
声 - 佐藤奏美（OVA版は宮崎まゆ）
ゆるめの母。もしものためにゆるめに出刃包丁を渡している。
- 名前不明のネコが1匹（その仔猫も登場）いる。

セミ怪人
声 - 宮崎まゆ

## 書誌情報
- saxyun『ゆるめいつ』竹書房〈バンブーコミックス〉、全8巻
  1. 2007年7月6日発売、ISBN 978-4-8124-6708-4
  2. 2009年4月24日発売、ISBN 978-4-8124-7070-1
  3. 2011年6月24日発売、ISBN 978-4-8124-7583-6
  4. 2012年8月30日発売、ISBN 978-4-8124-7975-9
    - 特装版 ISBN 978-4-8124-7798-4

  5. 2015年2月27日発売、ISBN 978-4-8019-5201-0
  6. 2016年10月27日発売、ISBN 978-4-8019-5658-2
  7. 2018年8月27日発売、ISBN 978-4-8019-6359-7
  8. 2020年4月27日発売、ISBN 978-4-8019-6928-5

## OVA第1弾
2009年4月24日発売のFlashアニメ風OVA。「なんか今日はもう、どうでもいいや♪」がキャッチフレーズの脱力系アニメ。竹書房OVA市場参入第1弾とされ、単行本第2巻と同時発売された。

2009年3月発売の「ゆるめいつ増刊号」付録DVDでは第1話＆オープニングが先行収録された。映像特典として桃井はること松来未祐がこたつでゆるトークする『こためいつ』を収録。各話の間にはセミ怪人が登場する「せみめいつ」が挿入されている。

### スタッフ
- 原作 - saxyun（竹書房『月刊まんがくらぶ』連載）
- 製作 - 伊藤明博
- 企画 - 松本卓也、坂本亨哉
- プロデューサー - 服部健太郎、木村淳
- 企画協力 - 鈴木康之
- アニメーション制作 - 荒井はむ、山崎頼子、田渕亜夜、Triple A
- 製作スーパーバイザー - 冨田大介
- 音響制作 - 中西ゆういちろう
- ディレクター - 月見里智弘
- 制作プロダクション - indeprox
- 制作著作 - 株式会社竹書房
- 発売・販売元：(株)竹書房

### 主題歌
「るーじー・ぐーじー」
オープニングテーマ。作詞・作曲は桃井はるこ、編曲は桃井はるこ、haraddy。
CDは「桃井はるこ新レーベル」第1弾となっている。

### サブタイトル
1話2分半のショートアニメ12話+おまけ1話収録
| 話数   | サブタイトル               |
| ------ | -------------------------- |
| 1      | ゆるめ上京するの巻         |
| 2      | 一人暮らしシンドロームの巻 |
| 3      | 公園と大人の巻             |
| 4      | 禁断の遊びの巻             |
| 5      | 夏の境界線の巻             |
| 6      | ハイテクゴミの巻           |
| 7      | サマージャンボ倦怠期の巻   |
| 8      | 秋のカタチの巻             |
| 9      | まんじゅうからいの巻       |
| 10     | vsこたつの巻               |
| 11     | 鍋のリグレットの巻         |
| 12     | 終わるエンドレスの巻       |
| おまけ | すれ違いタイムマシンの巻   |

### Web特別番組
「ゆるめいつ」OVA化に関連して、Web番組「ゆるめいつスペシャル」がK'z Stationで2009年4月24日に配信された。
- 出演 - 桃井はるこ、桑谷夏子、松来未祐、日野聡

## OVA第2弾『ゆるめいつ は?』
『ゆるめいつ は?』は2011年6月24日発売のOVA第2弾。saxyun監修のオリジナルストーリーで、新キャラとしてサエの妹が登場。『空想科学X』のキャラクターもモブキャラとしてカメオ出演している。各話の間には「最強無敵!マツキチロボ」も挿入されている。

### スタッフ（OVA2）
- 原作 - saxyun（竹書房『月刊まんがくらぶ』連載）
- 製作 - 伊藤明博
- 企画 - 松本卓也、坂本亨哉
- プロデューサー - 木村淳、服部健太郎
- 企画協力 - 鈴木康之
- 制作スタッフ - indigo line 横浜スタジオ（荒井はむ、向井雅俊）
- 美術 - スタジオMAO（戸杉奈津子、本間薫）
- OPアニメーション原画 - 九州アニメーション（川元まりこ）
- OP撮影 - シアン（小野寺正明、板倉）
- アニメーションプロデューサー - 冨田大介
- 音響制作 - 中西ゆういちろう
- 録音スタジオ - STUDIO T&T
- 録音調整 - 木澤秀昭
- 録音助手 - 吉原裕美
- ビデオ編集スタジオ - 東映デジタルラボ
- パッケージデザイン - 磯崎真也
- 制作協力 - 株式会社Right Gauge（鈴木勝彦、中野文章）、STUDIO T&T（川村勝良）
- 制作協力 - 『まんがくらぶ』編集部
- アニメーション制作 - indigo line 横浜スタジオ
- 制作プロダクション - indeprox
- 監督・脚本 - 月見里智弘、荒井はむ
- 制作著作 - 竹書房
- 発売・販売元 - (株)竹書房

### 主題歌（OVA2）
「るーじー・ぐーじー」
オープニングテーマ。OVA第1弾と同じ楽曲。
「永遠のオルスバン」
エンディングテーマ。作詞・作曲は桜井はるこ、編曲は久米由基。

### サブタイトル（OVA2）
| 話数 | サブタイトル          |
| ---- | --------------------- |
| 1    | ツンデレ刺客?の巻     |
| 2    | 宿題を巡る冒険?の巻   |
| 3    | あの薬草?の巻         |
| 4    | ワンルームで遭難?の巻 |
| 5    | 初めての海外旅行?の巻 |
| 6    | 妄想正月ゲーム?の巻   |

## テレビアニメ
5分枠の短編アニメで、2012年4月より『ゆるめいつ 3でぃ』のタイトルで、独立局ほかにて放送。番組放送後には『しばいぬ子さん情報コーナー』（声 - 佐々木未来）を放送。2012年7月より9月まで第2期『ゆるめいつ 3でぃ PLUS』が放送された。

### スタッフ（テレビアニメ）
- 原作 - saxyun（竹書房『月刊まんがくらぶ』連載）
- 総監督 - 月見里智弘
- 監督・脚本・演出 - 夕澄慶英
- キャラクターデザイン・作画監督 - 小田武士
- オープニングメカデザイン - 菅原東
- アニメーションプロデューサー - 山田良輔
- 美術監督 - 石田晶子
- 撮影監督 - 桑良人
- 色彩設計 - 最相茂
- 編集 - たぐまじゅん
- 制作進行 - 大木比呂
- 音楽 - 片山修志
- 音楽制作 - いいな、ROCKMAN
- 音響監督 - 山田稔
- 音響効果 - 白石唯果
- 録音 - 小原吉男
- 音響制作 - ダックスプロダクション、川添憲五
- 制作プロダクション - indigo line（横浜スタジオ）
- アニメーション制作 - C2C
- 制作著作 - 竹書房

### 主題歌（テレビアニメ）
作詞・作曲・歌は桃井はるこ、編曲はHaraddy。
「とびだせ！3D」
第1期主題歌。
「キャピ夏☆HIGHてんしょん！」
第2期主題歌。

### 各話リスト（テレビアニメ）
| 話数      | サブタイトル           | 脚本     | 絵コンテ | 演出                    | 作画監督 | しばいぬ子さん情報コーナー                                       |
| 第1期     | 第1期                  | 第1期    | 第1期    | 第1期                   | 第1期    | 第1期                                                            |
| --------- | ---------------------- | -------- | -------- | ----------------------- | -------- | ---------------------------------------------------------------- |
| #1        | ゆるめ上京する         | 夕澄慶英 | 夕澄慶英 | 夕澄慶英                | 小田武士 | 『リコーダーとランドセル ド♪』Blu-ray&DVD                        |
| #2        | イメージ・チキンレース | 夕澄慶英 | 夕澄慶英 | 夕澄慶英                | 小田武士 | 『およげ!たいやきくん』CDニューバージョン                        |
| #3        | 本当のウソ             | 夕澄慶英 | 夕澄慶英 | 夕澄慶英                | 小田武士 | ねんどろいど 譲崎ネロ/コーデリア・グラウカ                       |
| #4        | フューチャリング松吉   | 高橋伸介 | 夕澄慶英 | 夕澄慶英                | 小田武士 | 食育入門DVDいただきますごちそうさま                              |
| #5        | 雨天決行七夕大会       | 夕澄慶英 | 夕澄慶英 | 夕澄慶英                | 小田武士 | GOOD LUCK HUNTER 声優麻雀コロシアム                              |
| #6        | スイカ割れ             | 高橋伸介 | 夕澄慶英 | 夕澄慶英                | 小田武士 | 三国志 Three Kingdoms 公式朗読CD イベント開催                    |
| #7        | アイス危機一髪         | 高橋伸介 | 小田武士 | 小田武士                | 小田武士 | CDミニアルバム『Stare』                                          |
| #8        | 二択気象庁             | 高橋伸介 | 夕澄慶英 | 夕澄慶英                | 小田武士 | 『雑居時代』デジタルリマスター版DVD-BOX                          |
| #9        | 天板パズル             | 夕澄慶英 | 夕澄慶英 | 夕澄慶英                | 小田武士 | 『リコーダーとランドセル ド♪&レ♪』一挙放送                       |
| #10       | 年末年始の過ごし方     | 夕澄慶英 | 夕澄慶英 | 夕澄慶英                | 小田武士 | 『リコーダーとランドセル ライヴ』開催決定!                       |
| #11       | 開かずの扉             | 夕澄慶英 | 夕澄慶英 | 夕澄慶英                | 小田武士 | 『緋色の欠片』Blu-ray&DVD                                        |
| #12       | つもり花見             | 夕澄慶英 | 夕澄慶英 | 夕澄慶英                | 小田武士 | 『しばいぬ子さん』単行本発売決定!                                |
| #13       | パターン妹             | 夕澄慶英 | 夕澄慶英 | 夕澄慶英                | 小田武士 | 『ちとせげっちゅ!!』放送開始                                     |
| 第2期     |                        |          |          |                         |          |                                                                  |
| #14       | 誕生日決勝戦           | 夕澄慶英 | 夕澄慶英 | 夕澄慶英                | 小田武士 | 『リコーダーとランドセル レ♪』&『ゆるめいつ3でぃ』ブルーレイ&DVD |
| #15       | ダンボールジャングル   | 高橋伸介 | 夕澄慶英 | 夕澄慶英                | 小田武士 | アイドルDVD『今野杏南 あんちょびーむ』                           |
| #16       | スローホリデー         | 高橋伸介 | 夕澄慶英 | 夕澄慶英                | 小田武士 | CD『しばいぬ子さんのうた』                                       |
| #17       | 次世代回覧板           | 高橋伸介 | 夕澄慶英 | 夕澄慶英                | 小田武士 | ビジュアルムック『Voice Angel』                                  |
| #18       | スリーピングコンボ     | 高橋伸介 | 夕澄慶英 | 夕澄慶英                | 小田武士 | 映画『おおかみこどもの雨と雪』                                   |
| #19       | 部屋と天国と地獄       | 高橋伸介 | 夕澄慶英 | 夕澄慶英                | 小田武士 | 単行本『AGC38 Love Stories in 吉祥寺 チョコレート革命』          |
| #20       | サプライズ水族館       | 高橋伸介 | 夕澄慶英 | 夕澄慶英                | 小田武士 | 『隠密剣士』DVD-BOX                                              |
| #21       | 超能力浪人ゆるめ最終回 | 高橋伸介 | 夕澄慶英 | 夕澄慶英                | 小田武士 | 緋色の欠片 季封村秋祭り                                          |
| #22       | ラストだんごバトル     | 夕澄慶英 | 夕澄慶英 | 夕澄慶英                | 小田武士 | 『+チック姉さん』Blu-ray&DVD                                     |
| #23       | エブリおとそ気分       | 夕澄慶英 | 夕澄慶英 | 夕澄慶英                | 小田武士 | DVD『麻雀最強戦2012 著名人代表決定戦 風神編』                    |
| #24       | 第6の刺客              | 高橋伸介 | 夕澄慶英 | 夕澄慶英 いわもとやすお | 小田武士 | DVD『けものとチャット』                                          |
| #25       | ゆるめいつリバース     | 夕澄慶英 | 夕澄慶英 | 夕澄慶英 いわもとやすお | 小田武士 | 竹書房動物DVDシリーズ『ふくろう日和』                            |
| #26最終回 | 全てが夢になる         | 夕澄慶英 | 夕澄慶英 | 夕澄慶英                | 小田武士 | 漫画『てーきゅう』                                               |

### 放送局（テレビアニメ）
| 放送地域 | 放送局             | 放送期間                | 放送時間           | 放送系列   | 備考                    |
| 第1期    | 第1期              | 第1期                   | 第1期              | 第1期      | 第1期                   |
| -------- | ------------------ | ----------------------- | ------------------ | ---------- | ----------------------- |
| 兵庫県   | サンテレビ         | 2012年4月2日 - 6月25日  | 月曜 25:35 - 25:40 | 独立局     |                         |
| 神奈川県 | tvk                | 2012年4月6日 - 6月29日  | 金曜 25:10 - 25:15 | 独立局     |                         |
| 日本全域 | ニコニコチャンネル | 2012年4月6日 - 6月29日  | 金曜 25:10 更新    | ネット配信 | 第1話、最新話1週間無料  |
| 日本全域 | バンダイチャンネル | 2012年4月13日 - 7月6日  | 金曜 12:00 更新    | ネット配信 |                         |
| 第2期    |                    |                         |                    |            |                         |
| 兵庫県   | サンテレビ         | 2012年7月2日 - 9月24日  | 月曜 26:05 - 26:10 | 独立局     |                         |
| 神奈川県 | tvk                | 2012年7月6日 - 9月28日  | 金曜 25:10 - 25:15 | 独立局     |                         |
| 日本全域 | ニコニコチャンネル | 2012年7月6日 - 9月28日  | 金曜 25:10 更新    | ネット配信 | 第14話、最新話1週間無料 |
| 日本全域 | バンダイチャンネル | 2012年7月13日 - 10月5日 | 金曜 12:00 更新    | ネット配信 |                         |